# Menhir von Klosterhäseler
Der Menhir von Klosterhäseler (auch Lichtenstein oder Der Hohe Stein genannt) ist ein vorgeschichtlicher Menhir bei Klosterhäseler, einem Ortsteil der Gemeinde An der Poststraße im Burgenlandkreis, Sachsen-Anhalt.

## Lage
Der Stein befindet sich südlich von Klosterhäseler am Weg nach Zäckwar am Südrand eines Waldstücks. Dort ist der Flurname „Lichtenstein“ überliefert, der sich wohl von einer alten Bezeichnung für den Stein ableitet. Der Stein liegt exponiert auf einem Höhenzug zwischen dem Hasselbachtal und der Tal des Lißbaches. Nach Süden und Südwesten ist ein weiter Blick möglich.

## Beschreibung
Der Stein besteht aus Muschelkalk und hat einen annähernd quadratischen Querschnitt. Ursprünglich war er rechteckig, sein heutiges Aussehen geht auf eine Abplatzung zurück. Am Fuß ist ein kleiner Sockel erhalten. Der Stein hat eine Höhe von 1,05 m, eine Breite zwischen 0,47 m und 0,55 m und eine Dicke von 0,47 m. Der Sockel ist 0,35 m hoch und 0,15 m breiter als der obere Teil des Menhirs. Waldtraut Schrickel fand den Stein in den 1950er Jahren noch aufrecht stehend vor, heute liegt er umgekippt am Wegrand.
Funde aus der Umgebung des Steins stammen von der Bandkeramischen Kultur, der Schnurkeramischen Kultur, aus der Vollbronzezeit und dem Mittelalter.
Nach Waldtraut Schrickel war die alte Bezeichnung „Lichtenstein“ in den 1950er Jahren nicht mehr gebräuchlich. Stattdessen wurde der Menhir „Der Hohe Stein“ genannt.